# Matteo Zennaro
Matteo Zennaro (Venecia, 30 de abril de 1976) es un deportista italiano que compitió en esgrima, especialista en la modalidad de florete.
Participó en los Juegos Olímpicos de Sídney 2000, obteniendo una medalla de bronce en la prueba por equipos (junto con Daniele Crosta, Gabriele Magni y Salvatore Sanzo).
Ganó una medalla de plata en el Campeonato Mundial de Esgrima de 1999 y tres medallas en el Campeonato Europeo de Esgrima entre los años 2000 y 2004.

## Palmarés internacional
| Juegos Olímpicos   | Juegos Olímpicos       | Juegos Olímpicos  | Juegos Olímpicos    |
| Año                | Lugar                  | Medalla           | Prueba              |
| ------------------ | ---------------------- | ----------------- | ------------------- |
| 2000               | Sídney (Australia)     | Medalla de bronce | Florete por equipos |
| Campeonato Mundial |                        |                   |                     |
| Año                | Lugar                  | Medalla           | Prueba              |
| 1999               | Seúl (Corea del Sur)   | Medalla de plata  | Florete individual  |
| Campeonato Europeo |                        |                   |                     |
| Año                | Lugar                  | Medalla           | Prueba              |
| 2000               | Funchal (Portugal)     | Medalla de bronce | Florete por equipos |
| 2002               | Moscú (Rusia)          | Medalla de oro    | Florete por equipos |
| 2004               | Copenhague (Dinamarca) | Medalla de bronce | Florete por equipos |